# Economische Commissie voor Afrika

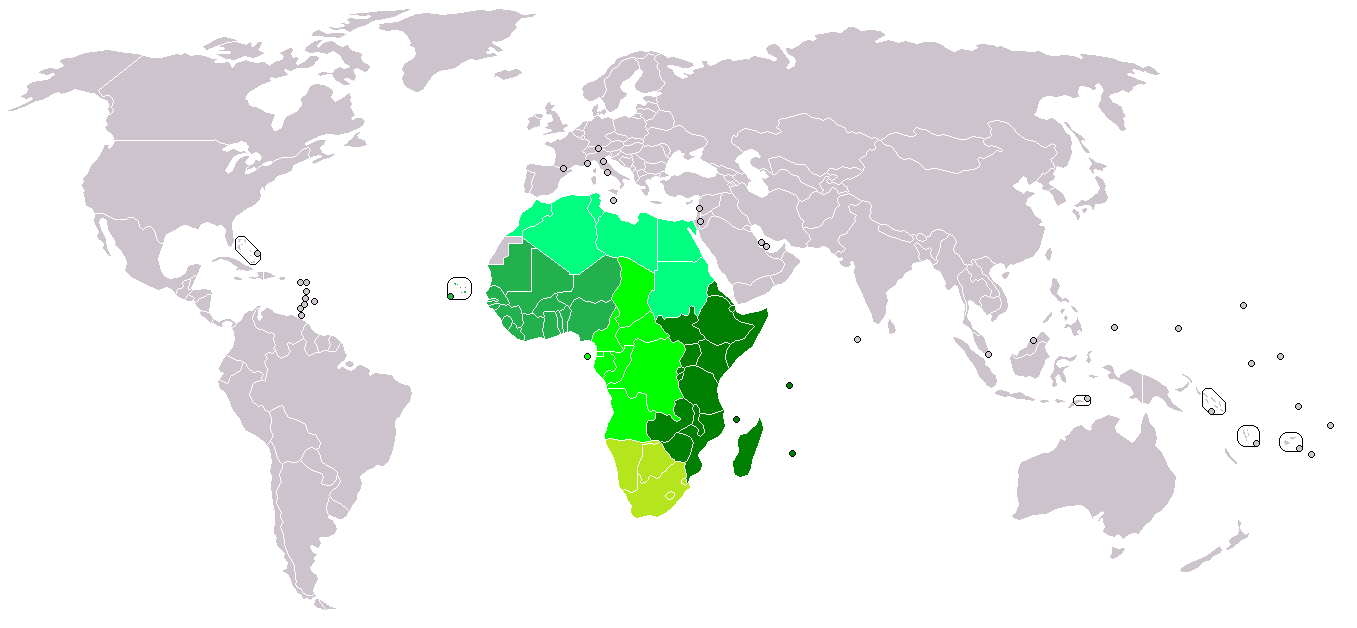
Lidstaten

De Economische Commissie voor Afrika van de Verenigde Naties, officieel United Nations Economic Commission for Africa (afg: UNECA of ECA) is opgericht in 1958 om de economie op het Afrikaanse continent te bevorderen en is onderdeel van de Verenigde Naties. Het hoofdkwartier zetelt in Addis Abeba, (Ethiopië). Uitvoerend secretaris is sinds 6 oktober 2023 Claver Gatete uit Rwanda, als opvolger van Vera Songwe uit Kameroen (2017-22).
De organisatie is verdeeld in zes verschillende richtingen:
- Ontwikkeling van management
- Economische en sociale zaken
- Handel en regionale integratie

zijn de belangrijkste.
De officiële talen zijn Arabisch, Engels en Frans.

## Leden

### Arabisch
- Algerije (ook Frans)
- Egypte (ook Engels en Frans)
- Djibouti
- Libië
- Marokko (ook Frans)
- Soedan
- Tunesië (ook Frans)

### Engels
- Botswana
- Kameroen (ook Frans)
- Egypte (ook Frans en Arabisch)
- Eritrea
- Ethiopië
- Gambia
- Ghana
- Kenia
- Lesotho
- Liberia
- Malawi
- Mauritius
- Mozambique
- Namibië
- Nigeria
- Oeganda
- Seychellen
- Sierra Leone
- Somalië
- Soedan (ook Arabisch)
- Swaziland
- Tanzania
- Zambia
- Zimbabwe
- Zuid-Afrika

### Frans
- Algerije
- Angola
- Benin
- Burkina Faso
- Burundi
- Centraal-Afrikaanse Republiek
- Comoren
- Djibouti
- Egypte
- Equatoriaal-Guinea
- Gabon
- Guinee
- Guinee-Bissau
- Kameroen
- Kaapverdië
- Congo-Brazzaville
- Congo-Kinshasa
- Madagaskar
- Mali
- Marokko
- Mauritanië
- Niger
- Rwanda
- Sao Tomé en Principe
- Senegal
- Togo
- Tsjaad
- Tunesië